# Marco Zoro
Marc-André Zoro Kpolo, född 27 december 1983 i Abidjan, Elfenbenskusten, är en ivoriansk före detta fotbollsspelare. I internationellt sammanhang representerade han Elfenbenskustens fotbollslandslag där han debuterade 2003.
Zoro blev internationellt uppmärksammad när han den 27 november 2005 försökte avbryta matchen mellan Messina och Inter genom att plocka upp bollen och lämna planen som protest mot att Intersupportrar överöst honom med rasistiska glåpord. Zoro blev emellertid övertalad att fortsätta matchen.